# Hottentotta zagrosensis
Espèce
Hottentotta zagrosensis est une espèce de scorpions de la famille des Buthidae.

## Distribution
Cette espèce est endémique d'Iran. Elle se rencontre dans les provinces du Fars, de Qazvin, du Tchaharmahal-et-Bakhtiari, du Lorestan, d'Azerbaïdjan occidental et du Khouzistan,.

## Description
Le mâle holotype mesure 102 mm et la femelle paratype 103 mm.

## Étymologie
Son nom d'espèce, composé de zagros et du suffixe latin -ensis, « qui vit dans, qui habite », lui a été donné en référence au lieu de sa découverte, les monts Zagros.

## Publication originale
- Kovařík, 1997 : « Results of the Czech Biological Expedition to Iran. Part 2. Arachnida: Scorpiones, with descriptions of Iranobuthus krali gen. n. et sp. n. and Hottentotta zagrosensis sp. n. (Buthidae). » Acta Societatis Zoologicae Bohemicae, vol. 61, no 1, p. 39-527 (texte intégral).